# Королівська сільська рада (Борщівський район)
Королі́вська сільська́ ра́да — колишня адміністративно-територіальна одиниця та орган місцевого самоврядування в Борщівському районі Тернопільської області. Адміністративний центр — с. Королівка.

## Загальні відомості
- Територія ради: 4,854 км²
- Населення ради: 1 094 особи (станом на 2001 рік)

30 червня 2016 р. увійшла до складу Борщівської міської ради.

## Населені пункти
Сільській раді були підпорядковані населені пункти:
- с. Королівка

## Населення
За переписом населення України 2001 року в сільській раді мешкали 1093 особи.

### Мова
Розподіл населення за рідною мовою за даними перепису 2001 року:
| Мова       | Відсоток |
| ---------- | -------- |
| українська | 99,73 %  |
| російська  | 0,27 %   |

## Склад ради
Рада складалася з 16 депутатів та голови.
- Голова ради:
- Секретар ради: Макар Надія Володимирівна

### Керівний склад попередніх скликань
| Прізвище, ім'я, по батькові | Основні відомості                                    | Дата обрання | Дата звільнення |
| --------------------------- | ---------------------------------------------------- | ------------ | --------------- |
| Макар Йосип Іванович        | Сільський голова, 1970 року народження, безпартійний | 26.03.2006   | 31.10.2010      |

Примітка: таблиця складена за даними сайту Верховної Ради України

### Депутати
За результатами місцевих виборів 2010 року депутатами ради стали:

#### За суб'єктами висування
| Суб'єкт висування | Кількість обраних депутатів | %   |
| ----------------- | --------------------------- | --- |
| Самовисування     | 16                          | 100 |

#### За округами
| № округу | Прізвище, ім'я, по батькові  | Дата визнання обраним | Освіта  | Партійна приналежність | Відомості про обраного депутата                                                      |
| -------- | ---------------------------- | --------------------- | ------- | ---------------------- | ------------------------------------------------------------------------------------ |
| 1        | Чайковська Алла Ігорівна     | 01.11.2010            | вища    | позапартійна           | Поштовевідділення Тернопільська обл., Борщівський р-н, с. Королівка, зав.поштою      |
| 2        | Дідик Олег Ігорович          | 01.11.2010            | середня | позапартійний          | Заліщицький аграрний коледж, студент                                                 |
| 3        | Брояк Роман Мартинович       | 01.11.2010            | середня | позапартійний          | тимчасово не працює                                                                  |
| 4        | Макар Надія Володимирівна    | 01.11.2010            | вища    | позапартійна           | Королівська сільська рада, сек.ретар                                                 |
| 5        | Сабадаш Ігор Петрович        | 01.11.2010            | вища    | позапартійний          | Стрілковецька загальноосвітня школа, вчитель                                         |
| 6        | Гнатюк Мар'ян Васильович     | 01.11.2010            | вища    | позапартійний          | Тов «КонтиНент НафтоТрейд», помічник оператора                                       |
| 7        | Вінніцький Віктор Леонідович | 01.11.2010            | середня | позапартійний          | Королівська сільська рада, амбулаторія загальної практики — сімейної медицини, водій |
| 8        | Росивчак Григорій Михайлович | 01.11.2010            | середня | позапартійний          | тимчасово не працює                                                                  |
| 9        | Хрущ Іван Михайлович         | 01.11.2010            | вища    | позапартійний          | Львівський національний аграрний університет, студент                                |
| 10       | Ружицький Іван Володимирович | 01.11.2010            | вища    | позапартійний          | тимчасово не працює                                                                  |
| 11       | Полянська Надія Григорівна   | 01.11.2010            | вища    | позапартійна           | НАСК"Оранта", начальник"Оранта"                                                      |
| 12       | Нестеревич Юрій Васильович   | 01.11.2010            | середня | позапартійний          | тимчасово не працює                                                                  |
| 13       | Щур Іван Михайлович          | 01.11.2010            | середня | позапартійний          | Корпорація Колос ВС, гол.інженер                                                     |
| 14       | Макар Галина Григорівна      | 01.11.2010            | вища    | позапартійна           | Борщівська ЦКА, провізор                                                             |
| 15       | Гончарик Орест Миколайович   | 01.11.2010            | вища    | позапартійний          | Королівська сільська рада, зав.будинком культури                                     |
| 16       | Габрух Степан Михайлович     | 01.11.2010            | середня | позапартійний          | тимчасово не працює                                                                  |